# Тамизье, Франсуа
Франсуа́ Тамизье́ (22 января 1809, Лон-ле-Сонье, Юра — 20 мая 1880, Париж) — французский политический деятель, артиллерийский офицер и военный изобретатель.

## Биография
Окончил Политехническую школу, где проникся либеральными идеями; участвовал в Июльской революции, поступив затем в артиллерийскую и инженерную школу, став офицером. В 1838 году получил звание капитана, с 1842 года был профессором топографии в нормальной школе Визена. Получил известность улучшением производительности нарезного оружия.
23 апреля 1848 года был избран в Национальное собрание, примкнул к левой, был членом военного комитета; голосовал за республиканцами и в законодательном собрании; 13 мая 1849 года переизбран. После государственного переворота 2 декабря 1851 года присоединился к депутатам, собравшимся в мэрии Χ округа для низложения Луи Бонапарта, и был даже назначен начальником штаба генерала Удино. Впоследствии 17 дней провёл в тюрьме Мазас. Изгнанный из Франции январским декретом 1852 года, переселился в Бельгию, откуда вернулся после амнистии 1859 года и работал в железнодорожных компаниях. В Юру вернулся в 1868 году, где основал одноимённую с департаментом республиканскую газету. После революции 4 сентября 1870 года командовал национальной гвардией. 9 ноября подал в отставку и занял пост командира артиллерии, с которого ушёл 28 октября 1871 года. В национальном собрании поддерживал Тьера, затем постоянно восставал против реакционной политики, подал голос против септенната и за конституцию 25 февраля 1875 года. 30 января 1876 года был избран сенатором от Юры, в 1877 году голосовал против роспуска Палаты представителей и против правительства (16 мая 1877). Был переизбран 5 января 1879 года.